# Yelahanka
Yelahanka è una città dell'India di 93.263 abitanti, situata nel distretto di Bangalore Urbana, nello stato federato del Karnataka. In base al numero di abitanti la città rientra nella classe II (da 50.000 a 99.999 persone).

## Geografia fisica
La città è situata a 13° 6' 27 N e 77° 36' 1 E e ha un'altitudine di 886 m s.l.m..

## Società

### Evoluzione demografica
Al censimento del 2001 la popolazione di Yelahanka assommava a 93.263 persone, delle quali 50.070 maschi e 43.193 femmine. I bambini di età inferiore o uguale ai sei anni assommavano a 10.657, dei quali 5.508 maschi e 5.149 femmine. Infine, coloro che erano in grado di saper almeno leggere e scrivere erano 69.501, dei quali 40.076 maschi e 29.425 femmine.